# الهجوم المسلح على نادي ليلي في فورت مايرز
في يوم الاثنين 25 يوليو 2016 قام مسلح بإطلاق النار على المتواجدين في نادي ليلي في مدينة فورت مايرز بولاية فلوريدا الأمريكية مما أسفر عن مقتل شخصين وإصابة 17 آخرين بجروح كحصيلة أولية.
حيث أفادت الشرطة بحسب ما نقلته إذاعة محلية بأن إطلاق النار وقع في وقت مبكر من صباح يوم الاثنين ولم يتم التعرف بعد على الضحايا، وأضافت الشرطة نقلاً عن شهود عيان أن المسلح أطلق نحو 30 رصاصة في مكان الحفل، مستخدماً أكثر من بندقية.
ذكرت الأنباء الواردة في وسائل الإعلام الأمريكية أن أغلب مرتادي النادي الليل هم من الفتية في سن 13 عاماً، وذكرت أنه تم اعتقال منفذ الهجوم.
وقام حاكم ولاية فلوريدا الأمريكية ريك سكوت بإلغاء جدول أعماله في فورت مايرز نتيجةً للهجوم المسلح الذي وقع.